# Parc provincial Wells Gray
 (mars 2015).
Si vous disposez d'ouvrages ou d'articles de référence ou si vous connaissez des sites web de qualité traitant du thème abordé ici, merci de compléter l'article en donnant les références utiles à sa vérifiabilité et en les liant à la section « Notes et références ».
Le parc provincial Wells Gray est un grand environnement sauvage situé en Colombie-Britannique, dans le centre du Cariboo.
Le parc qui est compris dans la Chaîne Cariboo, occupe un peu plus de 5 000 km2 et abrite quelque 219 espèces d'oiseaux et plus de 50 espèces de mammifères. En plus de ses régions alpines, le parc est très boisé avec des conifères et des alpages.
Le sud, qui est la partie la plus accessible, contient de nombreux petits volcans et des petites coulées de laves dans le champ volcanique de Wells Gray-Clearwater. Il fut un glacier pendant la dernière ère glaciaire. Ces forces combinées ont créé des canyons et des vallées accidentés et creusés par des chutes d'eau impressionnantes. Sur le flanc ouest se trouvent les grands fjords d'eau douce de l'est du plateau Cariboo, le plus important étant celui du lac Quesnel. Le flanc nord-est du parc est la principale crête de la chaîne Cariboo et est la source de plusieurs affluents de la partie supérieure du Fraser de la Robson Valley. Sur le flanc nord-ouest du parc, on retrouve les parcs provinciaux des Cariboo Mountains et de Bowron Lake qui occupent le reste de la chaîne Cariboo.

## Histoire
Avant l'arrivée des Blancs, la région de Wells Gray était un territoire de chasse pour les Secwepemcs et les Chilcotins (groupes autochtones). Il en résulte des conflits sur l'accès au troupeaux de caribous des noms comme « Battle Mountain » (montagne de la Bataille), « Fight Lake » (lac de la lutte) et « Battle Creek » (ruisseau de la bataille).
Une traversée désastreuse de la chaîne Cariboo par ce qui est maintenant Wells Gray a été tentée par une partie de la Overlander Party pendant la Cariboo Gold Rush (ruée vers l'or de Cariboo) en 1860. Les arpenteurs du Chemin de fer Canadien Pacifique ont exploré la région pendant les années 1870 pour rechercher une voie ferroviaire pour l'Océan Pacifique.
Après des décennies de homesteading, le parc Wells Gray a été créé en 1939 et tire son nom du ministre provincial des Terres. Arthur Wellesley Gray, connu plus familièrement sous le nom de  Wells Gray.

## Volcanisme
Beaucoup d'endroits du parc montrent des signes d'activité volcanique (coulées de lave refroidies, stratovolcans et cratères volcanique) vieux de seulement 400 ans. En effet, la région se situe sur la ceinture de feu du Pacifique. Les signes d'un ancien volcanisme sont en grande partie des glaciers remodelés. Dans le parc, le soulèvement de nombreux endroits est le résultat de l'activité volcanique :
- Kostal Cone (cône de scories polygénique , 52.17 N, 119.94 W, créé à l'Holocène) ;
- Pillow Creek (volcan sous-glaciaire, 52.02 N, 119.84 W, créé au Pléistocène) ;
- Gage Hill (Tuya, 52.05 N, 120.01 W, créé au Pléistocène) ;
- Dragon Cone (cône de scories, 52,25 N, 120,02 W, créé à l'Holocène) ;
- Flourmill Cone (cône de scories, 52,05° N, 120,32° W, créé à l'Holocène) ;
- Pointed Stick Cone (cône de scories érodé, 52,24° N, 120,08° W, créé à l'Holocène) ;
- Spanish Lake Centre (cône de scories polygénique, 52,07° N, 120,31° W, créé à l'Holocène) ;
- Spanish Bonk (cône de basalte, 52,13° N, 120,37° W, créé au Pléistocène) ;
- Ray Mountain (volcan sous-glaciaire, 52,24° N, 120,11° W, créé au Pléistocène) ;
- Spanish Mump (volcan sous-glaciaire, 52,16° N, 120,33° W, créé au Pléistocène) ;
- Jack's Jump (volcan sous-glaciaire, 52,12° N, 120,05° W, créé au Pléistocène) ;
- Hyalo Ridge (Tuya, 52,11° N, 120,36° W, créé au Pléistocène) ;
- McLeod Hill (Tuya, 52,02° N, 120,01° W, créé au Pléistocène) ;
- Mosquito Mound (Tuya, 52,02° N, 120,18° W, créé au Pléistocène) ;
- Buck Hill Cone (cône de scories, 51,80° N, 119,98° W, créé au Pléistocène) ;
- Ida Ridge  (cône de scories érodé, 51,80° N, 119,94° W, créé au Pléistocène) ;
- Fiftytwo Ridge (volcan sous-glaciaire, 51,93° N, 119,98° W, créé au Pléistocène) ;
- Flatiron (terrain de cendres érodé, 51,88° N, 120,05° W, créé au Pléistocène) ;
- White Horse Bluff (volcan sous-marin, 51,90° N, 120,11° W, créé au Pléistocène) ;
- Pyramid Mountain (volcan sous-glaciaire, 51,99° N, 120,10° W, créé au Pléistocène).

Le parc comprend l'une des plus grandes grottes du Canada, découverte en 2018 à la suite de la fonte des glaces. Ses coordonnées géographiques sont tenues secrètes dans le but de protéger son environnement. Toute personne qui la visite sans autorisation s'expose à de sévères pénalités.

## Conservation
En plus de la protection de la faune et la flore - grande aire de conservation presque inaccessible - le parc est la preuve d'une attention particulière à l'activité volcanique.
La forêt, principalement avec des conifères, est constituée de pruches, de sapins de Douglas et de  thuyas géants qui sont regroupés en grands bosquets, le long des lacs et des rivières, les arbres sont souvent épars.

## Attractions
Le parc est populaire toute l'année avec les skieurs et les randonneurs. Avec son vaste réseau de rivières et de lacs, c'est une destination idéale pour le rafting et le canoë-kayak et la pirogue. Avec 100 km de côtes, Murtle Lake est le plus grand lac d'Amérique du Nord où ces loisirs peuvent être pratiqués. Le parc a aussi à sa frontière les côtes du Canim Lake.
Helmcken Falls est l'attraction touristique principale du parc. Elle a été une cause majeure pour le développement du parc provincial de Wells Grey. En conséquence, s'il n'y avait pas d'éruption volcanique dans le champ de volcans de Wells Gray-Clearwater, il est peu probable que cette grande région sauvage aurait été établie. Les chutes sont classées au quatrième rang de hauteur au Canada avec 141 mètres. En hiver, la chute peut geler et se transformer en un gigantesque cône de glace. Connu comme « the Bookmark » (le favori), le cône de glace peut-être plus grand qu'un immeuble de vingt étages. Une chute qui est aussi très visitée est Spahats Falls.
Les points d'accès au parc sont les villes de Clearwater, de Blue River et de 100 Mile House.

## Tourisme
Le parc est divisé en différentes sections, et le Wells Gray Corridor est le plus facilement accessible.

### Wells Gray Corridor
Le Wells Gray Corridor, qui s'étend le long de Clearwater Lake, à une des entrées du parc, offre des vues spectaculaires :
- Green Mountain Viewing Tower : Vues sur la partie sud du parc et sur le lac Mahood.
- Dawson Falls - 15 mètres de haut et 90 mètres de large sur la Murtle River.
- Helmcken Falls - sur la Murtle River, 141 mètres, tombe sur du basalte.
- Ray Farm - restes de la plus ancienne ville du parc, se trouvent les tombes de l'agriculteur John Ray et de son épouse Alice.
- Bailey's Chute - intéressant pendant la période août-septembre, période de frai des saumons.
- Clearwater Lake - extrémité sud du lac de montagne.

### Murtle Lake
On peut naviguer dessus uniquement avec des bateaux non-motorisés. Le lac a un littoral de plus de 100 km. L'accès se fait par une route de gravier étroite longue de 27 km qui longe la Blue River. À partir de l'aire de stationnement, un chemin de 4 km amène aux points d'embarcation de petits bateaux non-motorisés (canoës, kayaks, pirogues...).

### Clearwater-Azure Marine
Cette partie du parc, situé au nord de Wells Gray Corridor, comprend deux lacs : Clearwater Lake et Azure Lake, lié par Clearwater River, longue de 20 km. Sur cette rivière, il y a beaucoup de chutes d'eau, dont les plus connues sont :
- Rainbow Falls - à l'extrémité orientale d'Azure Lake (Rive sud)
- Garnet Falls - dans la partie ouest d'Azure Lake (Rive nord)

En outre, les deux, situées dans les vallées étroites des lacs de montagne, offrent de superbes vues sur les glaciers Ridge Buchanan (Garnet Peak 2900 m) et sur le massif des Azure Mountain (2495 m).

### Mahood Lake
Mahood Lake est situé à l'ouest du parc près de 100 Mile House sur la Canim Lake Road et la FS Road #8100 ou par la Highway 24 entre Lone Butte et Roe Lake pour ensuite atteindre Mahood Lake Road.

### Spahats Creek
La section Spahats Creek, a été achevée en 1965, connue maintenant comme le Parc provincial Spahats Creek, elle a été mis sous protection du parc provincial Welles Gray jusqu'en 1996 dans le cadre de la protection de la Clearwater River. L'attraction principale de cette région, qui est facilement accessible, se trouve à 10 km au nord de Clearwater et sont les chutes Spahats.
L'endroit ombragé est idéal comme plate-forme panoramique pour l'observation des animaux de la vallée de Clearwater River.

### Clearwater River
Ce n'est qu'en 1996, que la vallée de la Clearwater River est entrée sous la protection du parc. Cette vallée est riche en éléments volcaniques (coussins de lave, colonnes de basalte et coulées de lave sont visibles en certains endroits). En plus des conifères présents partout ailleurs dans le parc, il y a des pins tordus, des trembles et des bouleaux.
La vallée de la Clearwater River est une zone d'hivernage importante pour l'élan, et pour d'autres animaux comme le cerf hémione, le cerf de Virginie, l'ours noir, le coyote, ou encore le blaireau.

### Sogenanntes Backcountry
Ces zones sont presque inaccessibles, elles ne sont généralement atteintes qu'après plusieurs jours de randonnée combiné au canoë-kayak. Elles sont surtout attirantes par leur isolement et pour la solitude du randonneur.

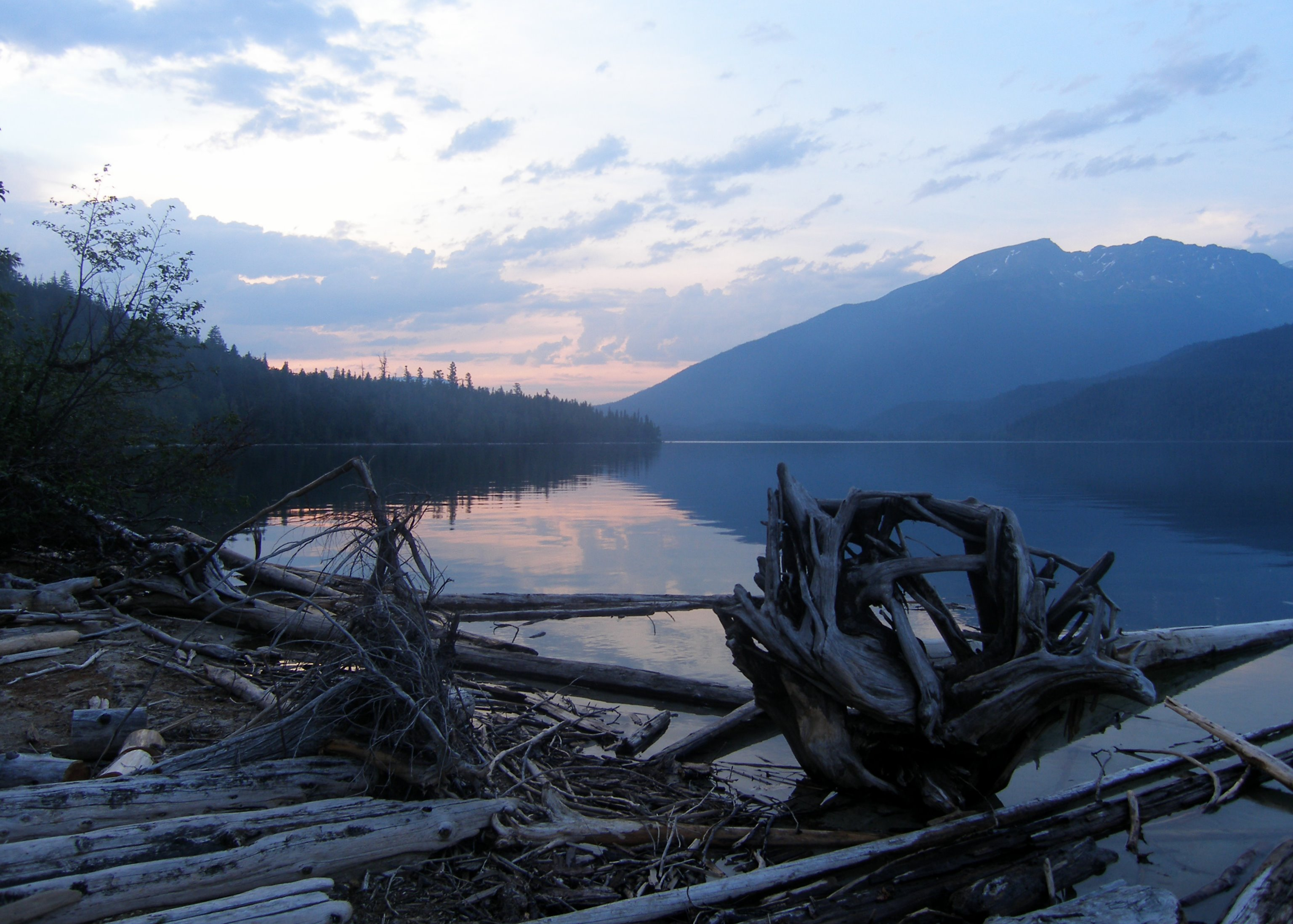
Clearwater Lake
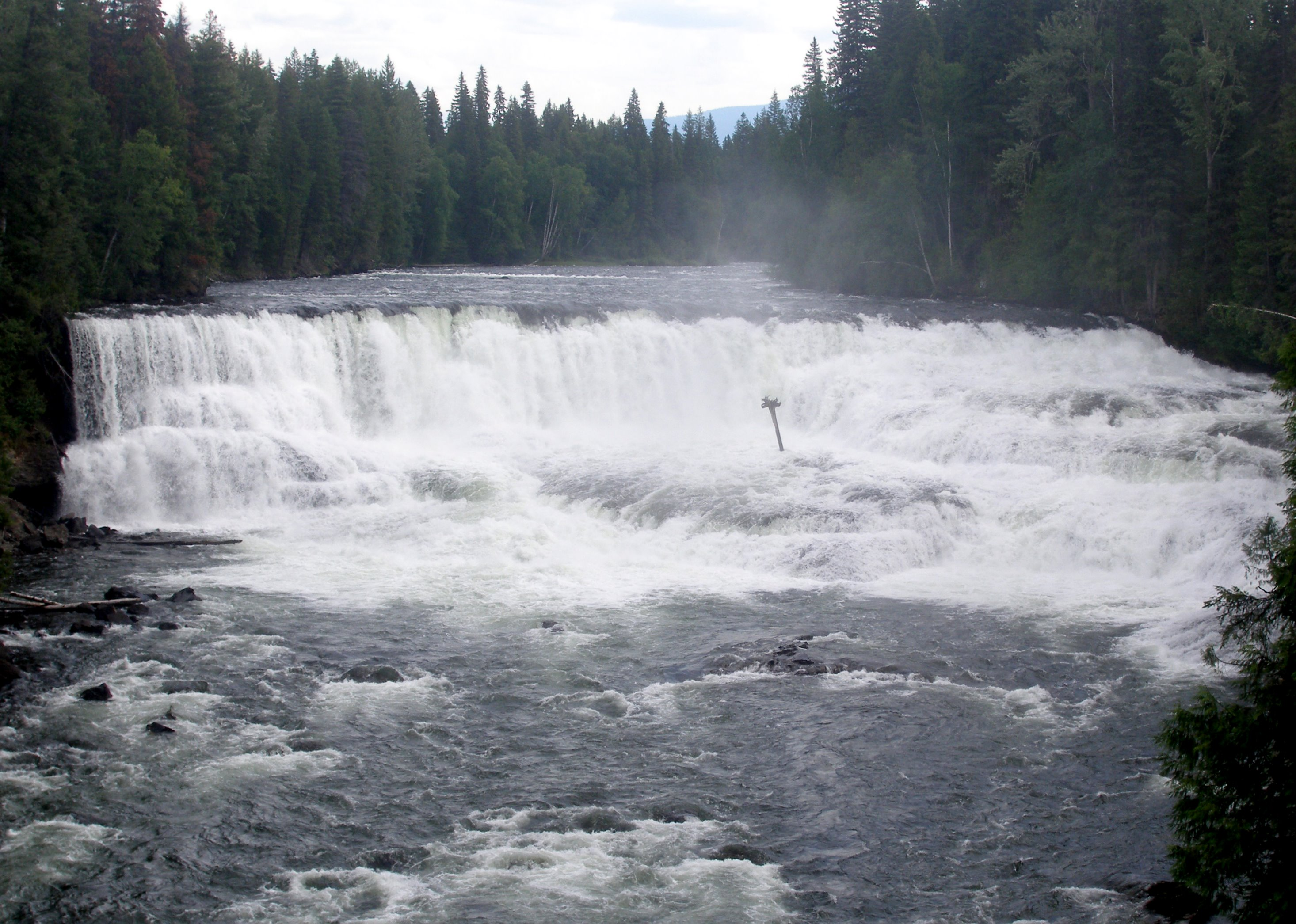
Dawson Falls sur la Murtle River
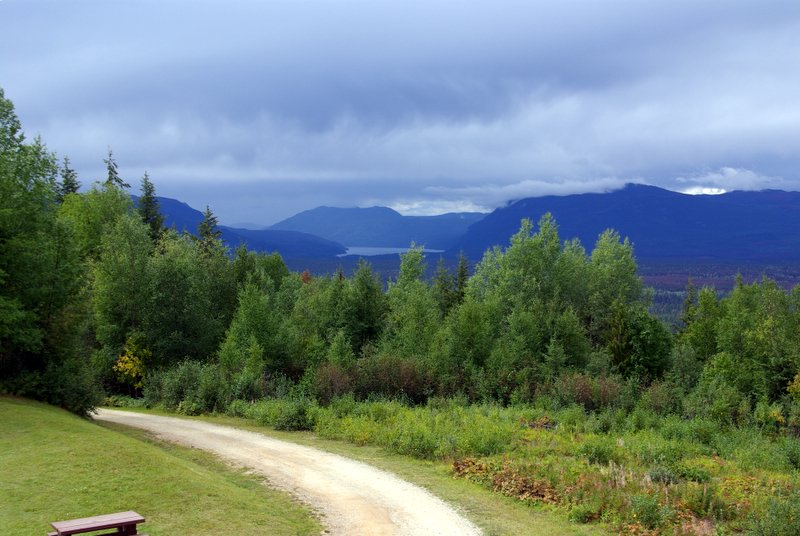
Une vue de la Green Mountain